# Smenkhkarê Imyramesha
Pour les articles homonymes, voir Smenkhkarê.
Smenkhkarê Imyramesha est un roi de la XIIIe dynastie.

## Attestatons
Smenkhkarê Imyramesha est attesté sur le Canon royal de Turin (7,21), sous son nom : [Smenkh]karê Imyramesha. 
Les principales attestations contemporaines du règne sont une paire de colosses dédiés à Ptah Celui qui est au sud de son mur, Seigneur d'Ânkhtaouy (rsy-snb=f nb ˁnḫt3wy), une épithète memphite indiquant que les statues doivent avoir été installées à l'origine dans le temple de Ptah à Memphis. Les colosses ont ensuite été usurpés par Aqenenrê Apopi, dirigeant Hyksôs de la XVe dynastie, qui a fait inscrire son nom sur l'épaule droite de chaque statue avec une dédicace à Seth, Seigneur d'Avaris et a fait placer les statues à Avaris. Plus tard, les colosses ont été déplacés à Pi-Ramsès par Ramsès II, qui a également fait inscrire son nom sur les colosses, ainsi qu'une nouvelle dédicace à Seth. Enfin, les statues ont été déplacées à Tanis au cours de la XXIe dynastie où les colosses sont restés jusqu'aux fouilles de 1897 sous la direction de Flinders Petrie,,. Les deux statues se trouvent maintenant au Musée égyptien du Caire et portent les numéros JE37466 et JE37467.
La seule autre attestation contemporaine de Smenkhkarê Imyramesha est une perle de stéatite blanche portant l'inscription Le bon dieu, Smenkhkarê, bien-aimé de Sobek, Seigneur de Shedyt. La perle se trouve actuellement au British Museum, sous le numéro BM EA74185,. Bien que la provenance de la perle soit inconnue, les égyptologues Darrell Baker et Kim Ryholt proposent que la référence à Shedyt sur la perle pourrait indiquer que la perle provient de cet endroit.
Enfin, W. Davies a proposé que le torse d'une statuette découverte dans les ruines d'une pyramide de la XIIIe dynastie au sud de Saqqarah et datant d'un proche successeur de Khendjer pourrait appartenir à Smenkhkarê Imyramesha. Le fragment n'est cependant pas inscrit et l'identification par Davies du propriétaire de la statuette comme étant ce roi est basée uniquement sur des conjectures,. La statuette se trouve actuellement au Musée égyptien du Caire, JE54493.

## Nom

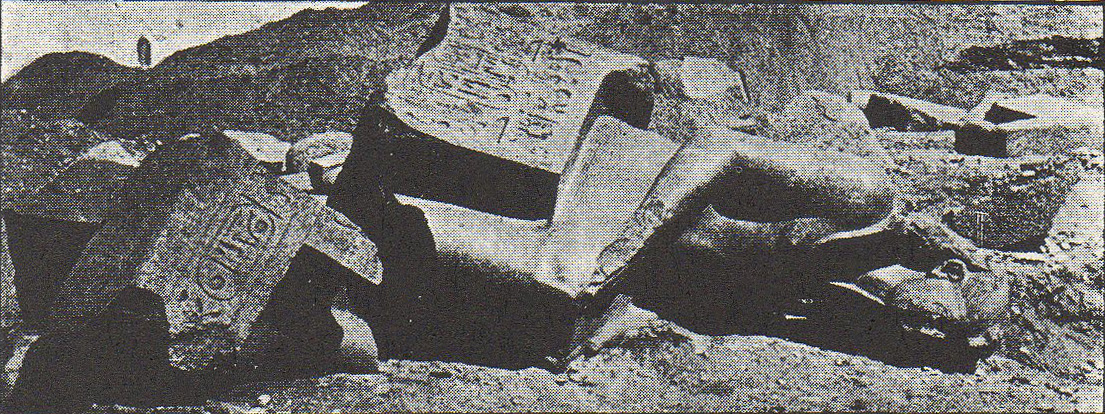
Une statue de Smenkhkarê Imyramesha photographiée par Flinders Petrie lors des fouilles de Tanis en 1897.

Le nom d'Imyramesha est un nom bien attesté en usage pendant la Deuxième Période intermédiaire et signifie Commandant des troupes ou Général. Pour cette raison, il a été supposé sans autre preuve qu'Imyramesha était un général avant de devenir roi. À la suite de cette hypothèse, les égyptologues Alan Gardiner et William Hayes ont traduit le nom inscrit sur le Canon royal de Turin se référant à Smenkhkarê Imyramesha par Smenkhkarê le Général, c'est-à-dire comprenant Imyramesha comme un titre plutôt qu'un nom. Jürgen von Beckerath propose qu'Imyramesha était d'origine étrangère et avait un nom étranger qui ne pouvait être compris par les Égyptiens et il s'est donc fait connaître par son titre militaire,. De plus, Smenkhkarê Imyramesha n'a pas utilisé de nom de filiation, c'est-à-dire qu'il n'était apparemment pas apparenté à son prédécesseur Ouserkarâ Khendjer et n'était certainement pas de naissance royale. Ainsi, les chercheurs ont suggéré qu'il pourrait être arrivé au pouvoir en orchestrant un coup d'État militaire contre son prédécesseur.
Baker et Ryholt contestent cette hypothèse. Ils soulignent l'absence de preuves d'un coup d'État militaire, car on ne peut exclure une usurpation par des moyens politiques. En outre, ils notent que Smenkhkarê Imyramesha était un nom personnel courant à l'époque. Des noms communs similaires basés sur des titres incluent Imyrikhou (littéralement gardien de bétail), Imyreper (intendant) et Imyrekhenret (gardien de l'enceinte). Pour ces raisons, Stephen Quirke suggère que le nom d'Imyramesha pourrait simplement refléter une tradition familiale et Ryholt ajoute qu'il pourrait indiquer une famille ayant un passé militaire,.

## Durée du règne
La durée exacte du règne de Smenkhkarê Imyramesha est en grande partie perdue dans une lacune du Canon royal de Turin et ne peut être retrouvée, sauf pour la fin : [et] 4 jours. Ryholt propose que les règnes combinés de Smenkhkarê Imyramesha et de ses deux successeurs Sehotepkarê Antef IV et Meribrê Seth s'élèvent à environ dix ans. Un autre élément de preuve concernant le règne d'Imyramesha se trouve dans le papyrus Boulaq 18 qui rapporte, entre autres, la composition d'une famille royale comprenant dix sœurs du roi, un nombre indéterminé de frères du roi, trois filles du roi, un fils nommé Redienef et une reine nommée Aya. Même si le nom du roi est perdu dans une lacune, l'analyse du papyrus par Ryholt ne laisse que Smenkhkarê Imyramesha et Sehotepkarê Antef comme possibilités, ce qui est significatif car le papyrus rapporte deux dates pour ce roi : Année 3 et Année 5. De plus, une date 5e année, 4e mois du Chémou, 18e jour est connue à partir de la pyramide inachevé voisine de celle de Khendjer, pyramide qui pourrait donc avoir été construit par la même personne, peut-être Smenkhkarê Imyramesha.
Les circonstances exactes de la fin du règne de Smenkhkarê Imyramesha sont inconnues, mais le fait que son successeur Sehotepkarê Antef IV n'a pas utilisé de nom de filiation indique peut-être une naissance non royale. Par conséquent, Ryholt propose que Sehotepkarê Antef ait pu usurper le trône.